# Ommatius megacephalus
Ommatius megacephalus là một loài ruồi trong họ Asilidae. Ommatius megacephalus được Bellardi miêu tả năm 1861.